# باول لويس
باول لويس (بالإنجليزية: Paul Lewis)‏ هو أكاديمي أمريكي، ولد في 3 أبريل 1949.